# Raman-Laser
Ein Raman-Laser ist ein optisch gepumpter Laser, der auf der stimulierten Raman-Streuung basiert.
Die Pumpstrahlung erzeugt nicht wie bei anderen Lasern eine Besetzungsinversion, bevor die Laserabregung stattfindet, sondern die Photonen geben stimuliert Energie an das Medium (typischerweise als Gitterschwingungen bzw. Phononen) ab und werden mit geringerer Photonenenergie quasi sofort reemittiert.
Anders als bei anderen Lasern wird die Frequenz der abgegebenen Laserstrahlung daher nicht durch die Energieübergänge des Lasermediums bestimmt, sondern durch die Differenz zwischen der Raman-Streu-Energie (z. B. Phononen-Resonanz) und der Energie der Pump-Photonen. Die durch die Raman-Streuung hervorgerufene Stokes-Verschiebung ist konstant, daher kann die Ausgangs-Wellenlänge des Raman-Lasers bzw. Raman-Verstärkers durch die Pump-Wellenlänge bestimmt werden.
Das Lasermedium Quarzglas (typische Glasfaser) hat beispielsweise ein Phononenresonanz-Maximum bei 13,2 THz und somit sollte die Ausgangs-Laserstrahlung für optimale Verstärkung eine um 53 nm größere Wellenlänge als die Pumpstrahlung haben.
Wird in einem Raman-Faserverstärker durch den Prozess der stimulierten Emission ramanfrequenzverschobenes Licht erzeugt, so lässt sich der Zusammenhang zwischen der Pumpleistung Pp und der Signalleistung Ps durch ein Differentialgleichungssystem beschreiben.
Um einen Raman-Faserlaser zu konstruieren, werden ausgehend von der jeweiligen Pumpwellenlänge frequenzselektive Bragg-Gitter in die Faser geschrieben, die z. B. die Grundwellenlänge oder die jeweiligen durch den Raman-Effekt entstehenden Stokes-Ordnungen resonant reflektieren. Zwischen diesen Spiegeln koppelt die Leistung des Pumplichtes auf die Signalwelle über. Auf diese Weise können kaskadierte Raman-Laser konstruiert werden, indem die entstehende erste Stokes-Ordnung eine zweite Stokes-Ordnung pumpt, und so weiter. Raman-Faserlaser lassen sich wie normale Faserlaser vorwärts oder rückwärts pumpen, je nachdem, an welcher Stelle das Pumplicht eingekoppelt wird. Sie bieten eine sehr gute Lösung, um Lichtleistung in einem sehr großen Wellenlängenbereich frequenzselektiv bereitzustellen.
Der erste Raman-Laser wurde 1962 von Gisela Eckhardt und E. J. Woodbury in Nitrobenzol realisiert, welches zum Pumpen in einem gütegeschalteten Rubinlaser war.
Um 1975 wurden erste Faserverstärker realisiert, die auf dem Raman-Effekt beruhten. Ein in  vorgestellter Raman-Faserlaser im Kilowattbereich besteht zum Beispiel aus einem Seedlaser und einem nachgeschalteten Raman-Faserverstärker, der zugleich seine Pumpstrahlung (1070 nm) erzeugt, indem die Glasfaser Erbium-dotiert ist und mittels Diodenlaserstrahlung (976 nm) gepumpt wird. Die Ausgangswellenlänge wurde zu 1123 nm gewählt, was genau der oben erwähnten optimalen Stokes-Differenz von 53 nm entspricht.